# Піски (Щирецька селищна громада)
Піски́ — село в Україні, у Щирецькій селищній громаді, Львівського району, Львівської області. Населення становить 689 осіб. Орган місцевого самоврядування — Щирецька селищна громада.

## Географія
Село Піски розташоване за 25 км на південний захід від Львова та за 4 км на південний схід від Щирця. На південному заході та півночі межує з селом Семенівка, на північному сході — з Хоросно, на сході і півдні — з Тернопіллям та Попелянами, на заході з Ланами та Щирцем. Південною частиною села тече потік Прирва, притока річки Щирки, з південного сходу на північний захід простяглася підмокла долина цього потоку.   

## Символіка
Герб села Піски затверджено рішенням сільради № 23 від 12 липня 2006 року. Автор герба – Р. Серцелевич, художник — А. Гречило. У золотому полі два покладені навхрест чорні кайли, по боках від них по чорному каменю.

## Населення
З «Географічного словника Королівства Польського» довідуємося, що у 1880 році в селі мешкало 1106 осіб. Станом на 1913 рік в селі мешкало 1329 осіб, з них: 1132 греко-католиків, 137 римо-католиків та 60 — німці. За даними всеукраїнського перепису населення 2001 року у селі мешкало 633 особи, у 2021 році — 689 осіб.
Мова
Розподіл населення за рідною мовою за даними перепису 2001 року був наступним:
| українська | 630 | 99,53 |
| російська  | 3   | 0,47  |

## Історія
Перша згадка про село датується 1497 роком. Є також інша версія історичної дата утворення — 1370 рік. 
У податковому реєстрі 1515 року в селі документується 15 ланів (близько 375 га) оброблюваної землі. У 1569 році король Сигізмунд II Август наказує заступнику львівського старости Анджею Бажему з Блозєва, щоб не зменшував розміри королівських ґрунтів, як це було під час розмежування сіл Добряни та Піски, що належали королю від Семенівки та Хоросна. Наступного, 1570 року, король Сигізмунд II Август наказує старості львівському Миколаєві Гербурту відмежувати Семенівку та Хоросно, що були у власності Марціна Куната, від королівських сіл Добряни та Піски. У 1606 році король Сигізмунд III Ваза оголошує своїм підданим, що направив до королівських сіл, у тому числі й Пісок, комісарів для проведення обмірів ріллі та ґрунтів селян. 26 березня 1615 року король Сигізмунд III Ваза направляє комісарів з метою залагодження суперечки між мешканцями Щирця, Острова, Сяни та Піски за війтівство в Острові (нині частина Щирця), яке належало Анні з Зебжидович, вдові по Себастіану Собеському. У 1634 році король Владислав IV Ваза рекомендував комісарам обстежити стан орендованих земель у Пісках та інших королівських селах, наступного, 1635 року, наказав підданим села Піски, щоби були послушними Боніфацію Станіславові Мнішеку. 20 грудня 1644 року Владислав IV Ваза дарує Анджею Мнішеку з Великих Кунчиць села Лани, Піски та Новосілку, що до того часу належали до Львівського староства.
Наступну згадку про село знаходимо у контракті застави містечка Леснів та села Піски, підписаний між Вінцентом із Золотого Потоку та польським підкоморним Корони Богуславом Устжиським у 1777 році.
Станом на 1786—1878 роки у власності громади було 1162 морги 93 квадратних сажнів орної землі. У XVII столітті на території села діяла каменоломня.
На підставі постанови Крайової шкільної ради від 15 березня 1877 року у Пісках засновано однокласну школу. Видатки на школу несла громада. У вересні 1894 року однокласну школу реорганізовано у трикласну народну загальну. 1907 року засновано читальню товариства «Просвіта». Вже наступного року кількість членів читальні налічувала 73 особи. В обійсті Ф. Лапташинського відкрита крамниця.
Ще до початку першої світової війни найбільш розвиненими галузями господарства були землеробство та скотарство. У селі мешкали 2 ковалі, 5 кравців, 3 шевці та 3 стельмахи. Під час першої світової війни селу було завдано значних руйнувань та великих матеріальних збитків. У вересні 1914 року зруйновано будинок «Просвіти», крамниці, молочарня та бібліотека. У повоєнні роки читальню товариства «Просвіта» відбудовано. 1925 року у Пісках засновано місцевий осередок освітньо-виховного товариства «Рідна школа», який у міжвоєнний період налічував 43 члени.

### Церква
Найцікавішою пам'яткою є церква Різдва Пресвятої Богородиці, що розташована на схід від центру Щирця на Золотій горі. Адміністративно належить до села Піски. Вважається, що тут ще в княжі часи був замок котрий захищав місто. В документах XVI—XVII століть гора часто називається Монастирською. З того часу на горі збереглися мури з потужною в'їзною вежею-дзвіницею та оборонною церквою. Мурована церква Різдва Пресвятої Богородиці збудована у 1662 році. Спершу святиня була трибанною, з дерев'яними куполами на кам'яних стінах, а після перебудови та реконструкції 1892—1893 роках, виконаної за проєктом знаного галицького архітектора Василя Нагірного, вона постає однобанною і у такому вигляді збереглася донині. Товщина стін храму складає близько 180 см. Щипці на фасаді надають церкві рис романського храму, хоча це лише стилізація.
Документи, які стосуються історії церкви, виявлені у фондах Галицької фінансової прокуратури та Галицького намісництва. Зокрема, за 1913 рік там значиться, що у селі Піски на колишній замковій горі є мурована церква Різдва Пресвятої Діви Марії, парохом якої був о. Михайло Баричко. Парох брав активну участь у публічному житті, займався економічними та культурними справами села. 1915 року, під час першої світової війни, пам'ятка сильно постраждала, було повністю знищено її купол. При реконструкції церкви у 1934 році за проєктом архітектора Лева Левинського встановили новий купол, а також усунули колишні вишукані аркові обмурування навколо купольних вікон. Тоді також добудували й бабинець з тесаного каменю.
Поряд з церквою у західній частині огорожі розташована надбрамна дзвіниця нижній ярус якої мурований, верхній — з дерева. Згодом в межах мурів, поряд з дзвіницею, збудували одноповерхове приміщення дяківської школи. У XIX столітті вона вже не функціонувала, а споруда використовувалася для господарських потреб церкви. Відомо, що у 1918 році на одному з контрфорсів нижнього ярусу було помітно позначення року «1700» — можливо, дата однієї з реконструкцій. 2008 року розпочато реставрацію храмового комплексу.

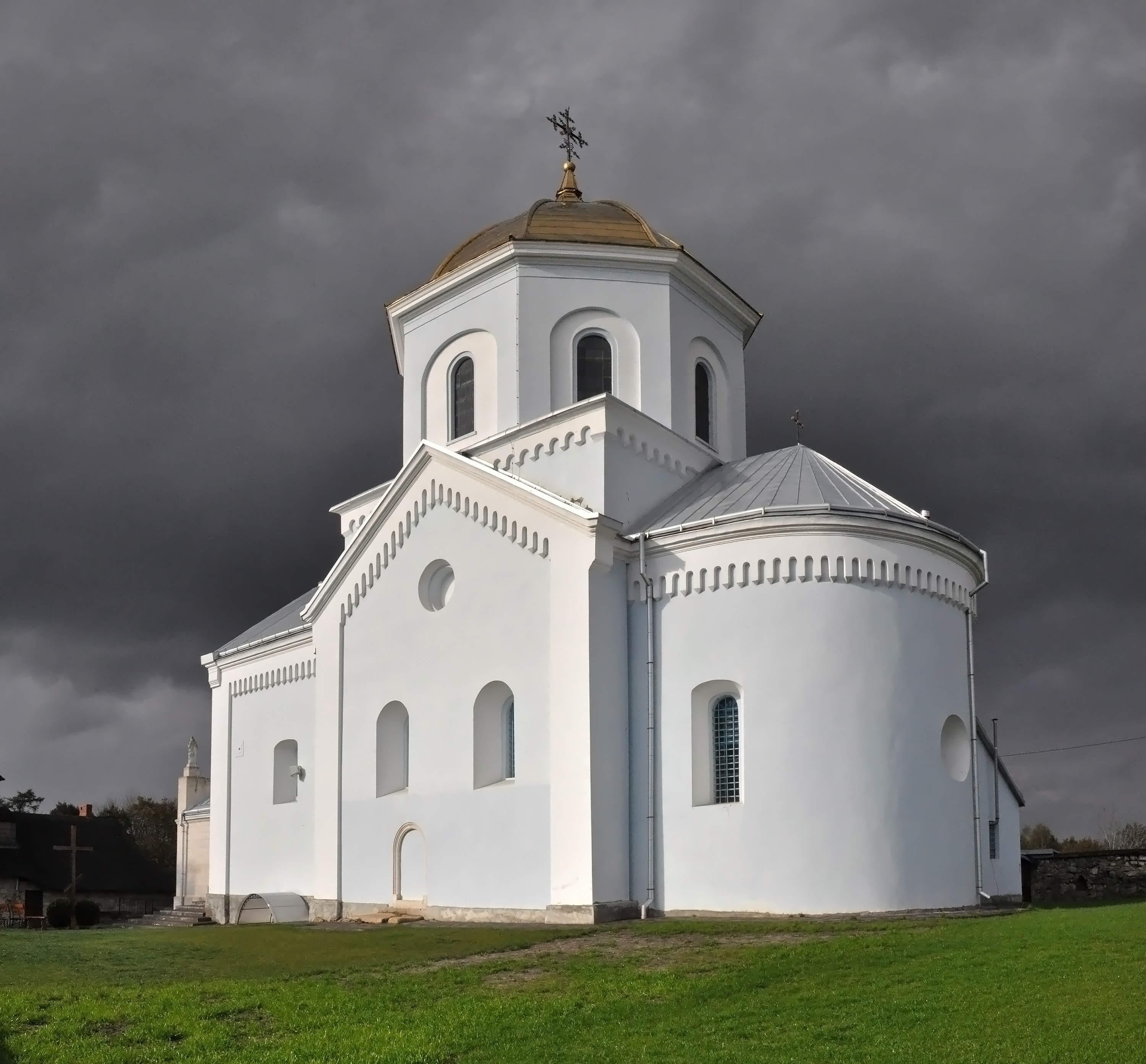
Церква Різдва Богородиці
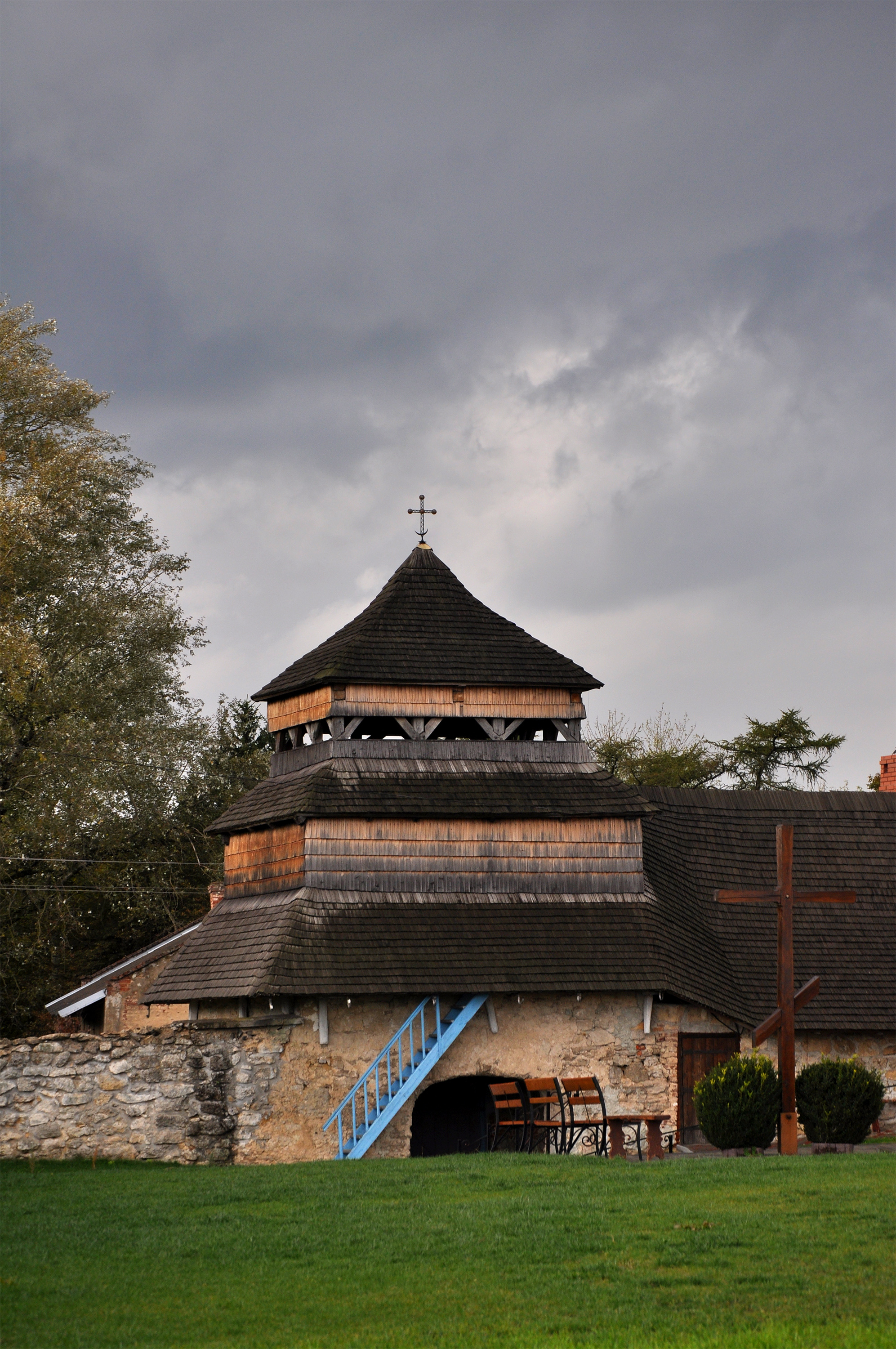
Надбрамна вежа-дзвіниця
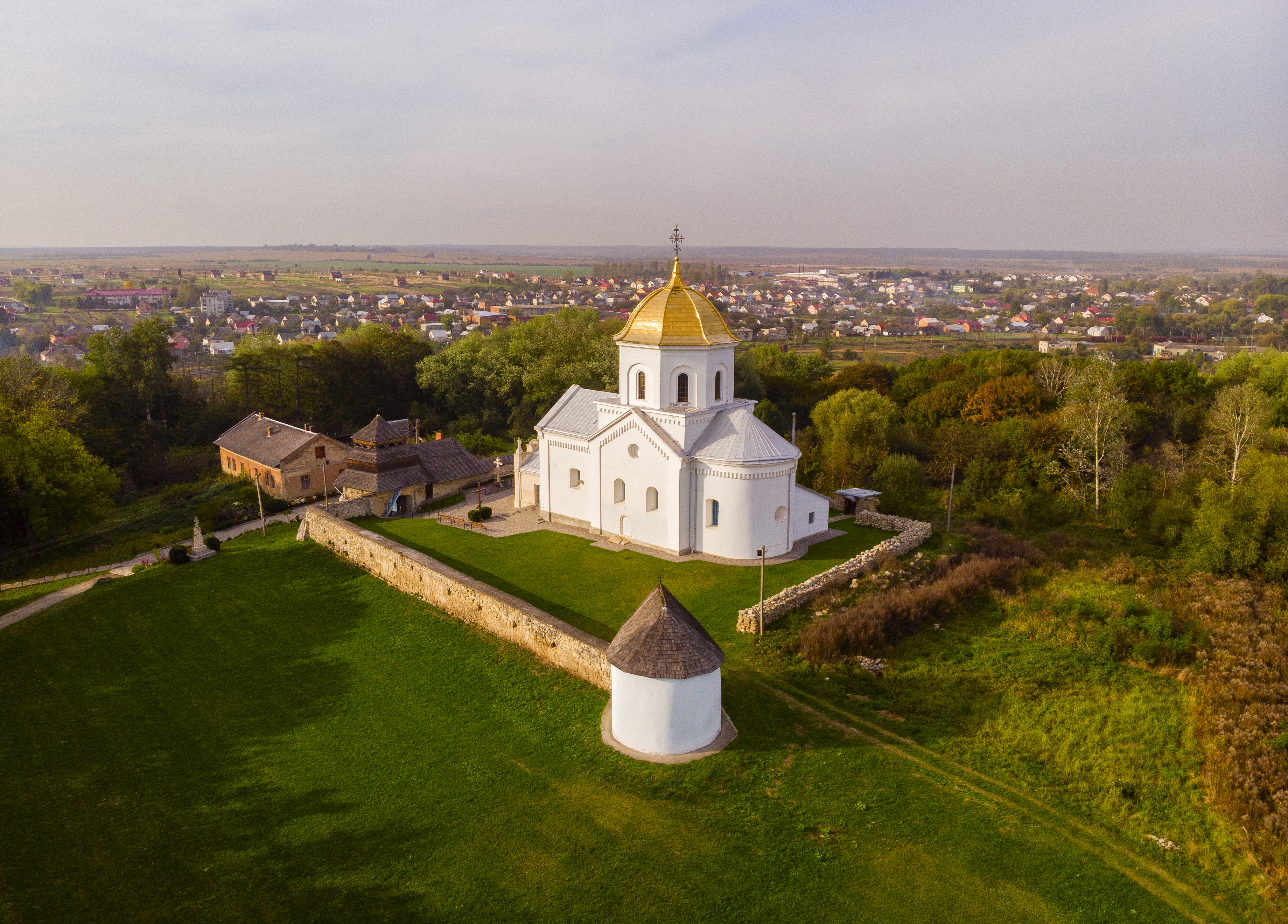
Вид на комплекс церкви з повітря